# Brie O'Reilly
Brie Joy O'Reilly, coniugata King (Langley, 24 gennaio 1998), è una pallavolista canadese, palleggiatrice del Rio de Janeiro.

## Biografia
È la sorella minore della pallavolista Lauren O'Reilly.

## Carriera

### Club
La carriera di Brie O'Reilly inizia a livello scolastico con la Heritage Christian. Dopo il diploma approda nella lega universitaria canadese U Sports con la Trinity Western: gioca per le Spartans per quattro annate, durante le quali partecipa a tre tornei nazionali, raggiungendo la finale nel 2016.
Firma il suo primo contratto professionistico nella stagione 2019-20, ingaggiata dal Dresdner, club di 1. Bundesliga, con cui conquista la Coppa di Germania. Successivamente partecipa all'Athletes Unlimited nel 2021, classificandosi al terzo posto. Per il campionato 2021-22 approda nella Ligue A francese, dove difende i colori del Béziers, mentre nel campionato seguente è di scena nella Superliga Série A brasiliana con il Rio de Janeiro.

### Nazionale
Nel 2019 fa il suo esordio in nazionale in occasione delle qualificazioni ai Giochi della XXXII Olimpiade: nel corso dello stesso anno si aggiudica la medaglia di bronzo alla NORCECA Champions Cup e al campionato nordamericano, quest'ultima bissata nel 2021, anno in cui viene anche premiata come miglior palleggiatrice della NORCECA Final Six. Nel 2023 arriva il bronzo al campionato nordamericano, ottenendo anche in questo caso il riconoscimento come miglior giocatrice nel suo ruolo.

## Palmarès

### Club
- Coppa di Germania: 1

2019-20

### Nazionale (competizioni minori)
- NORCECA Champions Cup 2019

### Premi individuali
- 2021 - NORCECA Final Six: Miglior palleggiatrice
- 2023 - Campionato nordamericano: Miglior palleggiatrice